# Tolland, Massachusetts
Tolland är en kommun (town) i Hampden County i delstaten Massachusetts, USA. Vid folkräkningen år 2000 bodde 426 personer på orten. Den har enligt United States Census Bureau en area på totalt 84,9 km² varav 3,0 km² är vatten.